# 眞ノ宮るい
眞ノ宮 るい（まのみや るい、1月8日 - ）は、宝塚歌劇団雪組に所属する男役。
神奈川県横浜市、日本女子大学附属高等学校出身。身長170cm。愛称は「るい」、「はいちゃん」、「うえんつ」。

## 来歴
2012年、宝塚音楽学校入学。
2014年、音楽学校卒業後、宝塚歌劇団に100期生として入団。入団時の成績は21番。月組公演「宝塚をどり／明日への指針／TAKARAZUKA 花詩集100!!」で初舞台。
2015年、組まわりを経て雪組に配属。
2021年7月より2年間、TAKARAZUKA SKY STAGEの第6期スカイ・ナビゲーターズを務めた。

## 主な舞台

### 初舞台
- 2014年3 - 6月、月組『宝塚をどり』『明日への指針 -センチュリー号の航海日誌-』『TAKARAZUKA 花詩集100!!』

### 組まわり
- 2014年7 - 10月、星組『The Lost Glory -美しき幻影-』『パッショネイト宝塚!』

### 雪組時代
- 2015年5月、『星影の人』 - 室宅之助『ファンシー・ガイ!』（博多座）
- 2015年7 - 10月、『星逢一夜（ほしあいひとよ）』 - 新人公演：悪童たち（本役：和城るな）『La Esmeralda（ラ エスメラルダ）』
- 2015年11月、『銀二貫』（バウホール） - 大根屋／商店主
- 2016年2 - 5月、『るろうに剣心』 - 新人公演：癋見（本役：透真かずき）
- 2016年6 - 7月、『ドン・ジュアン』（KAAT神奈川芸術劇場・ドラマシティ）
- 2016年7月、『Bow Singing Workshop〜雪〜』（バウホール）
- 2016年10 - 12月、『私立探偵ケイレブ・ハント』 - 新人公演：電器屋（本役：透真かずき）『Greatest HITS!』
- 2017年2月、『New Wave!-雪-』（バウホール）
- 2017年4 - 7月、『幕末太陽傳（ばくまつたいようでん）』 - 有吉熊次郎、新人公演：久坂玄瑞（本役：彩凪翔）『Dramatic “S”!』
- 2017年8 - 9月、『CAPTAIN NEMO』（日本青年館・ドラマシティ） - プラマー
- 2017年11 - 2018年2月、『ひかりふる路（みち）〜革命家、マクシミリアン・ロベスピエール〜』 - フランソワ、新人公演：ジョルジュ・クートン（本役：久城あす）／ルイ＝マリ・スタニスラス・フレロン（本役：煌羽レオ）『SUPER VOYAGER!』
- 2018年3 - 4月、『誠の群像』 - 堀内伊助『SUPER VOYAGER!』（全国ツアー）
- 2018年6 - 9月、『凱旋門』 - 黒い影、新人公演：アンリ・ジャルダン（本役：彩風咲奈）『Gato Bonito!!』
- 2018年11 - 2019年2月、『ファントム』 - 従者、新人公演：セルジョ（本役：永久輝せあ）
- 2019年3 - 4月、『20世紀号に乗って』（東急シアターオーブ） - トップ
- 2019年5 - 9月、『壬生義士伝』 - 遠藤周平、新人公演：沖田総司（本役：永久輝せあ）『Music Revolution!』
- 2019年10月、『ハリウッド・ゴシップ』（KAAT神奈川芸術劇場・ドラマシティ） - トーマス
- 2020年1 - 2月、『ONCE UPON A TIME IN AMERICA（ワンス アポン ア タイム イン アメリカ）』（宝塚大劇場） - トニー／ロックンローラー、新人公演：コックアイ（本役：真那春人）
- 2020年2 - 3月、『ONCE UPON A TIME IN AMERICA（ワンス アポン ア タイム イン アメリカ）』（東京宝塚劇場） - トニー／ロックンローラー
- 2020年10月、凪七瑠海コンサート『パッション・ダムール-愛の夢-』（バウホール）
- 2021年1 - 4月、『fff-フォルティッシッシモ-』 - ラデッキー伯爵『シルクロード〜盗賊と宝石〜』
- 2021年6月、『ヴェネチアの紋章』 - ジョヴァンニ・サルビアーテ『ル・ポァゾン 愛の媚薬-Again-』（全国ツアー）
- 2021年8 - 11月、『CITY HUNTER』 - 北尾裕貴、新人公演：槇村秀幸（本役：綾凰華）『Fire Fever!』
- 2022年1月、『Sweet Little Rock 'n' Roll』（バウホール） - ロッキー
- 2022年3 - 6月、『夢介千両みやげ』 - 猿蔵『Sensational!』
- 2022年7 - 8月、『ODYSSEY（オデッセイ）-The Age of Discovery-』（梅田芸術劇場）
- 2022年10 - 12月、『蒼穹の昴』 - 黒牡丹／北洋軍将校
- 2023年2 - 3月、『BONNIE & CLYDE』（御園座） - バド・ラッセル巡査
- 2023年4 - 7月、『Lilac（ライラック）の夢路』 - ミハエル『ジュエル・ド・パリ!!』
- 2023年8 - 9月、『双曲線上のカルテ』（ドラマシティ・日本青年館） - ルカ・バルビエリ／オペダンサー／代役：ランベルト・ヴァレンティーノ（本役：縣千）[注釈 1][4]
- 2023年12 - 2024年2月、『ボイルド・ドイル・オンザ・トイル・トレイル』 - シドニー・パジェット『FROZEN HOLIDAY（フローズン・ホリデイ）』
- 2024年4 - 5月、『ALL BY MYSELF』（相模女子大学グリーンホール・NHK大阪ホール）
- 2024年7 - 10月、『ベルサイユのばら-フェルゼン編-』 - アラン・ド・ソワソン
- 2024年12 - 2025年1月、『FORMOSA!!（フォルモサ）』（ドラマシティ・KAAT神奈川芸術劇場） - ダマルフィ
- 2025年3 - 6月、『ROBIN THE HERO』 - アーサー・ア・ブランド『オーヴァチュア!』
- 2025年8月、『ステップ・バイ・ミー』（バウホール） - フレッド・エバンス
- 2025年11 - 2026年2月、『ボー・ブランメル〜美しすぎた男〜』『Prayer〜祈り〜』

## 出演イベント
- 2017年10月、第54回『宝塚舞踊会』[5]